# Lišák (Rakovnická pahorkatina)
Lišák je vrch asi jeden kilometr severně od Štipoklas v okrese Plzeň-sever. S nadmořskou výškou 677,1 metrů je nejvyšším vrcholem geomorfologického okrsku Lomská vrchovina a zároveň přírodního parku Manětínská. Poblíž tohoto vrchu vedla vnitřní linie Československé opevnění (tzv. Plzeňská čára) a jsou zde proto patrné zbytky řopíků úseku D-20 a D-19.